# Dinko Jukić
Dinko Jukić (Dubrovnik, 9. siječnja 1989.) je austrijski plivač hrvatskog podrijetla.

## Životopis
Dinko Jukić rođen je u Dubrovniku, a živio je u Vukovaru do studenog 1991. godine kada nakon pada grada odlazi s roditeljima u progonstvo u Zagreb gdje počinje plivati. Godine 2000. odlazi iz Zagreba i pridružuje se ocu i sestri koji su već godinu dana prije odselili u Beč.
Trenira ga otac Željko Jukić, a sestra Mirna je također uspješna plivačica.

## Plivački uspjesi
Dinko Jukić 2008. godine je na Europskom prvenstvu u Eindhovenu osvojio dvije medalje: srebrnu na 200m mješovito i brončanu na 200m leptir. Iste godine u Rijeci na Europskome prvenstvu u malim bazenima osvaja zlatnu medalju na 400m mješovito i srebrnu u disciplini 200m leptir. Zatim je na Svjetskom prvenstvu u malim bazenima u Manchesteru 2008. godine na 400m mješovito osvojio brončanu medalju a godine 2009. u Istanbulu na Europskome prvenstvu u malim bazenima na 200m leptir osvojio je brončanu medalju. U Eindhovenu 2010. godine na Europskome prvenstvu u malim bazenima na 200m leptir osvaja zlatnu a na 200m mješovito osvaja brončanu medalju.

## Vanjske poveznice
- Profil i rezultati na sports-reference.com  Arhivirana inačica izvorne stranice od 31. prosinca 2016. (Wayback Machine)